# Cum Jam Lustri
Cum Jam Lustri é uma Carta Apostólica do Papa Pio XII, datada de 1 de setembro de 1951, aos bispos "e às pessoas corajosas" da Polônia sobre seus sofrimentos durante a perseguição comunista de Stálin. Ele pede orações à Virgem Maria, porque ela não negará sua ajuda ao povo polonês, que se dedicou à sua proteção. 
A carta expressa condolências papais à morte do cardeal August Hlond de Varsóvia, que formou o rosto da ressuscitada Polônia e sacrificou sua vida por seu país, a Igreja e o Representante de Cristo. O Papa também lamenta a morte de Adam Stefan Sapieha, cardeal arcebispo de Cracóvia, que forneceu uma liderança forte e corajosa durante os terríveis anos de ocupação alemã. Fortalecendo sua pátria e a Igreja, ele nunca foi tímido, apesar de todas as perseguições. Ele cuidou do seu povo. Sapieha era como uma árvore firmemente enraizada, crescendo ao lado de um rio, sua própria existência um incentivo não apenas para a Polônia, mas para todo o Cristianismo.
Sabendo o quanto a Polônia venera a Mãe Santíssima, o Papa expressa sua tristeza pelo fato de tantos bispos poloneses não terem permissão para estar em Roma durante a proclamação do Dogma da Assunção, em 1º de novembro de 1950. Ele está tão consciente que nenhum outro país tem um amor tão ardente pela mãe do Senhor. Ela não negará sua ajuda ao povo polonês, que se dedicou à sua proteção. Ele ora por sua assistência milagrosa e lembra que soldados poloneses lutaram perto da Basílica della Santa Casa em Loreto para salvar sua casa durante a guerra. Os soldados poloneses também celebraram uma Santa Missa em sua homenagem, em ruínas fumegantes após a batalha de Monte Cassino.  A luta continua. Mas, o Papa Pio XII tem certeza, que a Virgem Maria ajudará, pois o povo polonês de espírito elevado continua a confiar nela e a esperar com confiança por um futuro melhor. 